# Miramar (Mosambik)
Miramar ist ein privater brasilianischer Fernsehsender in Mosambik und gehört zur Record-Gruppe.
Das umfangreiche brasilienlastige TV-Programm vermittelt der mosambikanischen Bevölkerung vor allem die Kultur und Lebensweise Brasiliens und ist in den Provinzen Maputo, Sofala und Nampula zu empfangen. Seit dem 1. Januar 2010 wird der Sender von der Record Europa administriert, wobei die Verwaltungsstrukturen verändert und an das Standardprogramm des brasilianischen Fernsehsenders Record angepasst wurden. Bei der Veränderung der Verwaltung wurde dazu das Unternehmen Record Moçambique RCM Lda. gegründet. Ihr „Initiator“ ist Arnaldo Lanzeloti, Bischof der Igreja Universal do Reino de Deus. Verwaltungschef ist Fernando Henrique Teixeira.
Das 24-stündige Programm zeigt fast ausschließlich von Record in Brasilien produzierte Telenovelas und erfolgreiche Shows wie z. B. „O Melhor do Brasil“, „Domingo espectular“, „Tudo é Possível“ und dem „Jornal da Record“, vermischt mit von Miramar in Mosambik produzierten nationalen Nachrichten, wie „Fala Moçambique“ mit Reportagen aus dem südostafrikanischen Land. Daneben gibt es Sendungen mit Gästen und Persönlichkeiten der Gesellschaft mit politischen Diskussionen über den Bildungs- und Sozialbereich des Landes.
Kürzlich hat Miramar den bekannten jungen Jodo-Athleten Edson Madeira vertraglich gebunden, um die Sportsendung „Esporte Fantástico“ zu präsentieren.
Miramar Moçambique ist nicht zu verwechseln mit dem brasilianischen Regionalsender TV Miramar (Brasilien) in João Pessoa, Paraíba.